# .kn
.kn – domena internetowa przypisana do Saint Kitts i Nevis.

## Domeny drugiego rzędu
- com.kn: przeznaczenie komercyjne,
- net.kn: dostawcy usług internetowych,
- org.kn: organizacje,
- edu.kn: placówki edukacyjne
- gov.kn: strony rządowe